# ヴェルニオ
ヴェルニオ（伊: Vernio）は、イタリア共和国トスカーナ州プラート県にある、人口約6,200人の基礎自治体（コムーネ）。

## 地理

### 位置・広がり
フィレンツェより北北西約30km、県都プラートより北北東約20kmに位置する。

#### 隣接コムーネ
隣接するコムーネは以下の通り。括弧内のFIはフィレンツェ県、BOはボローニャ県所属を示す。
- バルベリーノ・ディ・ムジェッロ (FI)
- カムニャーノ (BO)
- カンタガッロ
- カスティリオーネ・デイ・ペーポリ (BO)

### 気候分類・地震分類
ヴェルニオにおけるイタリアの気候分類 (it) および度日は、zona E, 2190 GGである。
また、イタリアの地震リスク階級 (it) では、zona 2 (sismicità media) に分類される。

## 歴史
ヴェルニオの名はこの地にあった古代ローマのウィンターキャンプ(castra hiberna)に由来している。
この地域には古代ローマの橋が残されていたが、第二次世界大戦中に破壊された。

## みどころ
- 11世紀のモンテピアーノにあるサンタマリア修道院(en:Abbey of Santa Maria）　13世紀のフレスコ画がある。

## 行政

### 分離集落
ヴェルニオには、以下の分離集落（フラツィオーネ）がある。
- Sant'Ippolito, San Quirico, Montepiano, Mercatale Vernio

## 姉妹都市
- スノンヌ（フランス語版）, フランス
- イェッティンゲン（ドイツ語版）, ドイツ
- マルシン（フランス語版）, ベルギー